# Nikolaus Müller-Lantzsch
Nikolaus Müller-Lantzsch (* 29. März 1943 in  Görlitz; † 2. August 2017 in Homburg) war ein deutscher Virologe und Hochschulprofessor an der Universitätsklinik Homburg im Saarland.

## Leben
Nikolaus Müller-Lantzsch studierte von 1964 bis 1971 Biologie an den Universitäten Hamburg und Freiburg. Nach der Promotion zum Dr. rer. nat. im Jahre 1974 arbeitete er am Salk Institute im kalifornischen La Jolla. Ab 1976 forschte er am Institut für Virologie der Universität Freiburg, wo er 1981 auch habilitierte. Von 1980 bis leitete er die Abteilung „Forschung und Entwicklung Virologie“ am Schweizerischen Serum- und Impfinstitut Bern. 1982 berief man ihn auf einen Lehrstuhl am Institut für Virologie der Albert-Ludwigs-Universität Freiburg. Sechs Jahre später erhielt er einen Ruf auf einen Lehrstuhl für Virologie am Institut für Medizinische Mikrobiologie und Hygiene an der Universität des Saarlandes in Homburg und wurde Abteilungsdirektor.
Müller-Lantzsch war von 1990 bis 1994 und von 1996 bis 1998 Prodekan des Fachbereichs Klinische Medizin und von 1998 bis 2002 und von Juni 2003 bis September 2004 Dekan der medizinischen Fakultät.
Müller-Lantzsch war Gründungsmitglied der Gesellschaft für Virologie, der er in den Jahren 2005 bis 2011 als Präsident vorstand.

## Ehrungen
- 2002: Chevalier  im Ordre des Palmes Académiques[1]